# GLADIATOR 028 in OSAKA
GLADIATOR 028 in OSAKAは、日本の総合格闘技団体「GLADIATOR」の大会の一つ。
2024年10月6日、大阪府豊中市の176BOXで開催された。

## 大会概要
7月7日のGLADIATOR 027 in OSAKAと7月12日のGLADIATOR CHALLENGER SERIES02「Matsushima vs Sodnomdorj」の2大会でフェザー級次期挑戦者決定トーナメントが開幕。今大会では初戦でソドノムドルジ・プレブドルジに勝利した松嶋こよみが準決勝に進む予定だったが、松嶋が米国フィーダーショーLFA（Legacy Fighting Alliance）と契約したことが発表された。そのためリザーブファイトで勝利していた水野翔が準決勝に進み、パン・ジェヒョクと対戦することとなっている。もう一つの準決勝戦は、チハヤフル・ヅッキーニョスとダギースレン・チャグナードルジの再戦に。
そのほかメインカードでは日本拳法総合選手権を2度制しているMMAファイター木村柊也が、初の国際戦で韓国Angel's FC暫定ライト級＆中国ICKFフェザー級王者のキム・ウィジョンと激突。硬式空手の世界王者、吉田開威が上田祐起と対戦する。

## 試合結果

### オープニングファイト
バンタム級 5分1R
○  高橋風我 vs.  川口彪弥 ×
判定3-0
55kg契約 5分1R
○  伊藤瑛太郎 vs.  枦山祐気 ×
1R 2:41 TKO
バンタム級 5分1R
○  原田康平 vs.  菱田景太 ×
1R 1:34 リアネイキドチョーク
フライ級 5分1R
○  岩崎圭吾 vs.  古賀琉斗 ×
判定3-0
ライト級 5分1R
○  上田健椰 vs.  LUCKYBOY慶輔 ×
判定3-0

### プレリミナリーファイト
第1試合 フライ級 5分2R
○  田中義基 vs.  村田和生 ×
判定3-0
第2試合 フライ級 5分2R
○  古賀珠楠 vs.  藤原浩太 ×
判定3-0
第3試合 ライト級 5分2R
○  磯嶋祥蔵 vs.  キンコンカンコンケンチャンマン ×
判定3-0
第4試合 ウェルター級 5分2R
○  後藤丈季 vs.  趙大貴 ×
判定3-0
第5試合 フェザー級 5分2R
○  田口翔太 vs.  藤井丈虎 ×
1R 4:14 TKO
第6試合 フライ級 5分2R
○  荒木凌 vs.  澤田政輝 ×
1R 0:42 リアネイキドチョーク
第7試合 バンタム級 5分2R
○  ルキヤ vs.  しゅんすけ ×
1R 2:28 KO
第8試合 フェザー級 5分2R
○  福田泰暉 vs.  野口蒼太 ×
1R 2:15 KO
第9試合 フライ級 5分2R
○  今井健斗 vs.  宮川日向 ×
判定3-0
第10試合 ウェルター級 5分2R
○  森井翼 vs.  チョモランマ1/2 ×
1R 0:34 KO

### メインカード
第11試合 バンタム級 5分3R
○  吉田開威 vs.  上田祐起 ×
2R 4:50 TKO
第12試合 フェザー級 5分3R
○  木村柊也 vs.  キム・ウィジョン ×
1R 1:09 TKO
第13試合 GLADIATORフェザー級挑戦者決定トーナメント準決勝 5分3R
○  パン・ジェヒョク vs.  水野翔 ×
判定3-0
第14試合 GLADIATORフェザー級挑戦者決定トーナメント準決勝 5分3R
○  ダギースレン・チャグナードルジ vs.  チハヤフル・ヅッキーニョス ×
2R 4:19 リアネイキドチョーク

### ザ・ワンTV ファイトボーナス
木村柊也 ※50万円
吉田開威 ※30万円
ダギースレン・チャグナードルジ ※20万円